# Макапа (мікрорегіон)

Макапа на карті штату Амапа

Макапа (порт. Microrregião de Macapá) — мікрорегіон в Бразилії, входить в штат Амапа. Складова частина мезорегіону Південь штату Амапа. Населення становить 546 190 чоловік на 2010 рік. Займає площу 38 503,162 км². Густота населення — 14,19 чол./км².

## Склад мікрорегіону
До складу мікрорегіону включені наступні муніципалітети:
1. Кутіас
2. Феррейра-Гоміс
3. Ітаубал-ду-Пірірін
4. Макапа
5. Педра-Бранка-ду-Амапарі
6. Порту-Гранді
7. Сантана
8. Серра-ду-Навіу

## Демографія
Згідно з даними, зібраними в ході перепису 2010 р. Національним інститутом географії і статистики (IBGE), населення мікрорегиону становить:
| Повне населення                               | Повне населення                               | Повне населення                               | Повне населення                               | 546 190 |
| --------------------------------------------- | --------------------------------------------- | --------------------------------------------- | --------------------------------------------- | ------- |
| в том числе:                                  | Міське населення                              | 508 043                                       | Відсоток міського населення, %                | 93,02   |
|                                               | Сільське населення                            | 38 147                                        | Відсоток сільського населення, %              | 6,98    |
|                                               | Чоловіче населення                            | 270 888                                       | Відсоток чоловічого населення, %              | 49,60   |
|                                               | Жіноче населення                              | 275 302                                       | Відсоток жіночого населення, %                | 50,40   |
| Густота населення, чол/км²                    | Густота населення, чол/км²                    | Густота населення, чол/км²                    | Густота населення, чол/км²                    | 14,19   |
| Населення мякрорегіону в % до населення штату | Населення мякрорегіону в % до населення штату | Населення мякрорегіону в % до населення штату | Населення мякрорегіону в % до населення штату | 81,58   |

| Бразилія | Це незавершена стаття з географії Бразилії. Ви можете допомогти проєкту, виправивши або дописавши її. |